# Comuna Boghicea, Neamț
Boghicea este o comună în județul Neamț, Moldova, România, formată din satele Boghicea (reședința), Căușeni, Nistria și Slobozia.

## Așezare
Comuna se află în extremitatea de est a județului, la limita cu județul Iași. Este străbătută de șoseaua județeană DJ207A, care o leagă spre sud-vest de Bâra, Sagna și Roman și spre nord-est în județul Iași de Sinești și Popești.

## Demografie
Componența etnică a comunei Boghicea
     Români (76,12%)
     Romi (9,61%)
     Alte etnii (0%)
     Necunoscută (14,27%)
Componența confesională a comunei Boghicea
     Ortodocși (59,23%)
     Romano-catolici (26,07%)
     Alte religii (0,38%)
     Necunoscută (14,32%)
Conform recensământului efectuat în 2021, populația comunei Boghicea se ridică la 2.102 locuitori, în scădere față de recensământul anterior din 2011, când fuseseră înregistrați 2.376 de locuitori. Majoritatea locuitorilor sunt români (76,12%), cu o minoritate de romi (9,61%), iar pentru 14,27% nu se cunoaște apartenența etnică. Din punct de vedere confesional, majoritatea locuitorilor sunt ortodocși (59,23%), cu o minoritate de romano-catolici (26,07%), iar pentru 14,32% nu se cunoaște apartenența confesională.

## Politică și administrație
Comuna Boghicea este administrată de un primar și un consiliu local compus din 11 consilieri. Primarul, Mihai Cazamir[*], de la Partidul Social Democrat, este în funcție din 2016. Începând cu alegerile locale din 2024, consiliul local are următoarea componență pe partide politice:
|  | Partid                          | Consilieri | Componența Consiliului | Componența Consiliului | Componența Consiliului | Componența Consiliului | Componența Consiliului | Componența Consiliului | Componența Consiliului |
|  | ------------------------------- | ---------- | ---------------------- | ---------------------- | ---------------------- | ---------------------- | ---------------------- | ---------------------- | ---------------------- |
|  | Partidul Social Democrat        | 7          |                        |                        |                        |                        |                        |                        |                        |
|  | Partidul Național Liberal       | 3          |                        |                        |                        |                        |                        |                        |                        |
|  | Alianța pentru Unirea Românilor | 1          |                        |                        |                        |                        |                        |                        |                        |

## Istorie
La sfârșitul secolului al XIX-lea, comuna făcea parte din plasa Siretul de Sus a județului Roman și era formată din satele Căușeni, Ghidion, Nistrea, Slobozia și Vadu Vejei, având în total 2944 de locuitori ce trăiau în 611 case. În comună funcționau o școală cu 40 de elevi (dintre care 2 fete), o biserică ortodoxă și două catolice. Anuarul Socec din 1925 o consemnează în aceeași plasă și în aceeași alcătuire, populația fiind de 1502 locuitori. Satul Vadu Vejii nu mai este consemnat începând cu 1931.
În 1950, comuna a fost transferată raionului Roman din regiunea Bacău (între 1952 și 1956 din regiunea Iași). În 1968, ea a trecut la județul Neamț și a fost desființată, satele ei trecând la comuna Bâra (Boghicea, Căușeni, Nistria și Slobozia) și la comuna Stănița (Ghidion). Comuna Boghicea a fost reînființată, în actuala alcătuire, în 2005.